# Charles Le Moyne

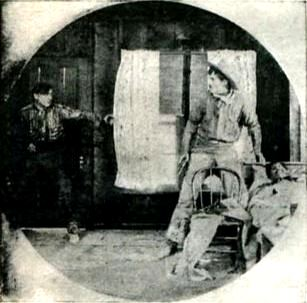
Harry Carey e Charles Le Moyne, contracenando no filme Sundown Slim (1920), dirigido por Val Paul.

Charles Le Moyne (27 de junho de 1880 – 13 de setembro de 1956) foi um ator norte-americano da era do cinema mudo.
Ele nasceu Carl Jonathan Lemon, no Marshall, Illinois, em 27 de junho de 1880 e morreu em Hollywood, Califórnia, em 13 de setembro de 1956.

## Filmografia selecionada
- Treat 'Em Rough (1919)
- Marked Men (1919)
- Overland Red (1920)
- Bullet Proof (1920)
- Human Stuff (1920)
- Blue Streak McCoy (1920)
- Sundown Slim (1920)
- West Is West (1920)
- Hearts Up (1921)
- The Freeze-Out (1921)
- The Wallop (1921)
- The Fox (1921)
- Headin' West (1922)
- Man to Man (1922)
- The Kickback (1922)
- Good Men and True (1922)
- Canyon of the Fools (1923)
- Crashin' Thru (1923)
- Desert Driven (1923)
- Haunted Gold (1932)
- Hell Fire Austin (1932)
- Somewhere in Sonora (1933)
- Empty Saddles (1936)